# Reïna-Flor Okori
Reïna-Flor Okori, née le 2 mai 1980 à Libreville, au Gabon, est une athlète franco-guinéenne originaire de Guinée équatoriale. Sa spécialité est le 100 m haies mais elle concourt également dans les disciplines du 60 m haies, du saut en longueur et du relais 4 × 100 mètres. Elle concourt pour la France jusqu'en 2016 puis intègre l'équipe de la Guinée équatoriale pour les Jeux olympiques de Rio.

## Biographie
Elle a été successivement sociétaire du Promo Sport Besançon (jusqu'en 1995), du Besançon Athlé (1996-1998), puis de Doubs Sud Athlétisme (depuis 1999). Elle a été désignée également porte-drapeau de la délégation sportive de la Guinée équatoriale aux jeux olympiques d'été de 2016.

### Palmarès
- Championne de France 2004 du 100 m haies en 12,71 s (+2,1 m/s)
- Championne de France 2008 du 100 m haies en 12,78 s
- Championne d'Europe junior 1999 du 100 m haies en 13,16 s
- Vice-championne de France 2005 du 100 m haies en 12,75 s (+0,9 m/s)
- vice championne de France 100haes.2005
- Vice-championne de France 2006 du 100 m haies en 12,99 s (+0,7 m/s)
- Vice-championne de France 2012 du 100 m haies en 12,97 s (+1,3 m/s)
- Vice championne de France (100mhaies) 2014
- Championne de France 2012 du 60 m haies en salle en 8,08 s

- 1er en finale du DécaNation 2006 en 12,87 s
- 6e en demi-finale du 100 m haies aux Jeux olympiques d'Athènes 2004 en 12,81 s
- 4e en finale du 100 m haies aux Jeux méditerranéens 2005 en 13,20 s
- 6e en demi-finale du 100 m haies aux Championnats du monde d'athlétisme 2005 en 12,99 s
- 5e en demi-finale du 100 m haies aux Championnats d'Europe d'athlétisme 2006 en 13,08 s

### Records
| Épreuve     | Performance | Lieu      | Date        |
| ----------- | ----------- | --------- | ----------- |
| 100 m haies | 12 s 65     | Montgeron | 11 mai 2008 |